# Hoszów (rejon doliński)
Hoszów (ukr. Гошів, Hosziw) – wieś na Ukrainie, w  obwodzie iwanofrankiwskim, w rejonie dolińskim.
W lipcu 1941 działała tutaj milicja ukraińska, która wyłapywała i mordowała żydowskich żołnierzy z rozbitych jednostek Armii Czerwonej, względnie dezerterów. Ciała wrzucano do Świcy.

## Zabytki
- Monaster oo. bazylianów z cerkwią pw. św. Mikołaja[3]

Monaster Hoszowski leży na Jasnej górze (piaskowiec) krytej lasem sosnowym. W cerkwi monasteru znajdują się organy (zaprowadzone na Rusi w wieku 17 i 18) i cudowny obraz Matki Boskiej, malowany na wzór M.B. Częstochowskiej, głośny nie tylko w całej naddniestrzańskiej i podbieskidzkiej okolicy, ale w całej Galicyi wschodniej